# Polskie Towarzystwo Filozoficzne
Polskie Towarzystwo Filozoficzne – założone 12 lutego 1904 we Lwowie towarzystwo naukowe, którego statutowym zadaniem jest uprawianie i krzewienie nauk filozoficznych, w szczególności ontologii, teorii poznania, logiki, metodologii, etyki, historii filozofii wraz z historią myśli społecznej.

Towarzystwo ma 12 oddziałów (Częstochowa, Gdańsk, Katowice, Kraków, Lublin, Łódź, Olsztyn, Poznań, Szczecin, Toruń, Warszawa, Wrocław, Zielona Góra) i ponad 800 członków. Wydaje kwartalnik "Ruch Filozoficzny". PTF jest też członkiem International Federation of Philosophical Societies  (Międzynarodowej Federacji Stowarzyszeń Filozoficznych). Siedziba Towarzystwa mieści się w Warszawie, przewodniczącym jest Paweł Łuków (stan na 2 listopada 2020).

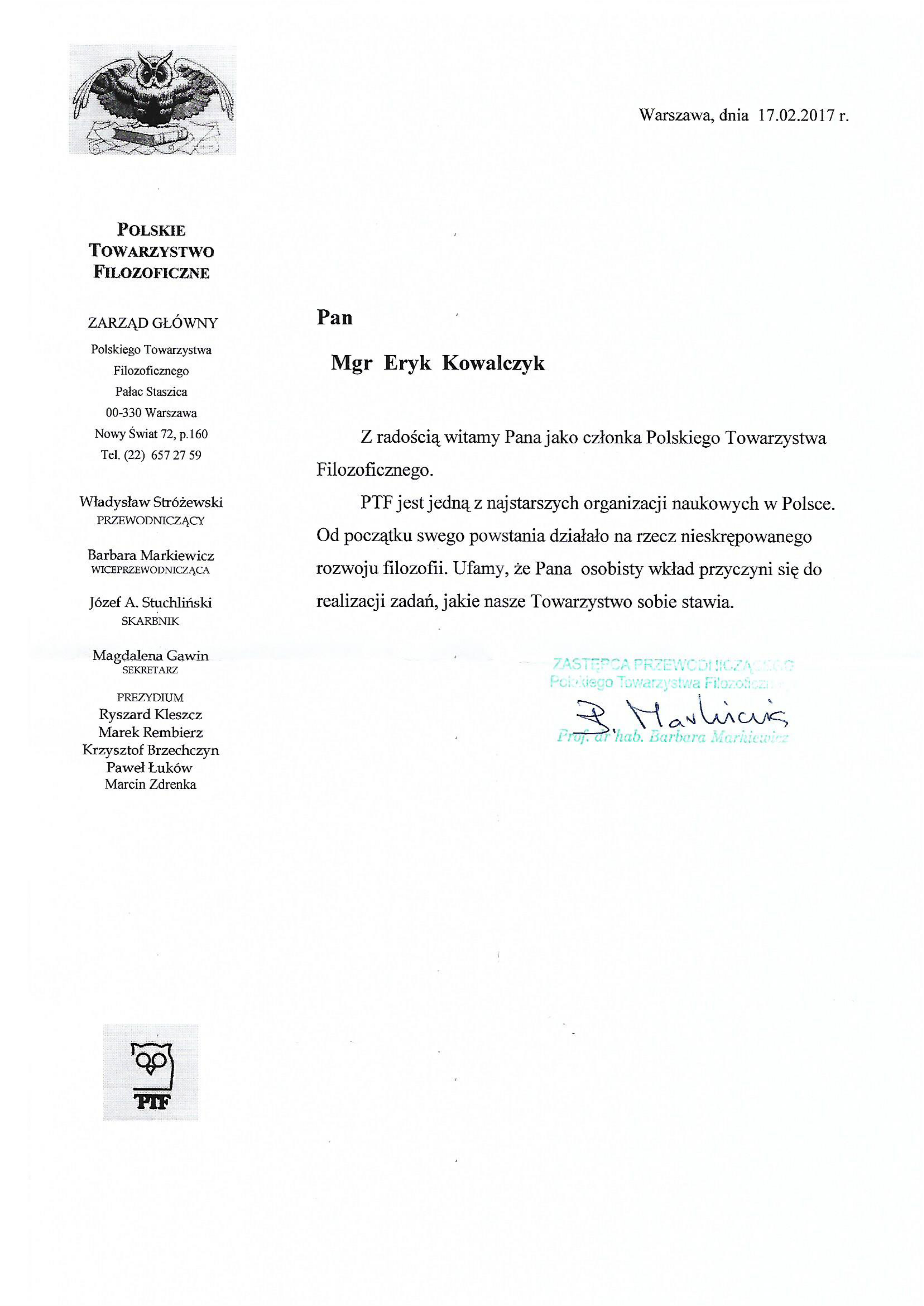
Przyjęcie do PTF

## Członkowie
Wśród członków PTF od lat 20. XX w. wyróżnia się członków honorowych. Do grudnia 2021 roku tytuł ten nadano dziewiętnastu osobom, bez sztywnego harmonogramu; według daty nadania są to:

- 1929: Kazimierz Twardowski,
- 1973: Tadeusz Kotarbiński
(od 1977 honorowy przewodniczący),
- 1973: Władysław Tatarkiewicz,
- 1973: Tadeusz Czeżowski,
- 1982: Narcyz Łubnicki,
- 1984: Izydora Dąmbska,
- 1986: Janina Kotarbińska,
- 1986: Janusz Krajewski,
- 1987: Kazimierz Pasenkiewicz,
- 1992: Janina Aumilerowa,
- 1995: Jan Paweł II,
- 1995: Stefan Swieżawski,
- 2003: Leon Gumański,
- 2003: Jerzy Pelc,
- 2003: Leszek Kołakowski,
- 2006: Marian Przełęcki,
- 2006: Leon Koj,
- 2006: Janusz Siek,
- 2008: Marek Siemek.